# Sari Agung
Sari Agung is een bestuurslaag in het regentschap Musi Banyuasin van de provincie Zuid-Sumatra, Indonesië. Sari Agung telt 1601 inwoners (volkstelling 2010).